# Marie Langer
Pour les articles homonymes, voir Langer.
Marie Glass Hauser de Langer, née à Vienne le 31 août 1910 et morte à Buenos Aires le 27 décembre 1987, est une psychiatre et psychanalyste argentine d'origine autrichienne. 

## Biographie
Marie Langer fait ses études de médecine à l'université de Vienne et obtient son diplôme en 1935. Elle commence une analyse avec Richard Sterba, qui y met fin dès 1934, en raison de l'appartenance de Langer au Parti communiste d'Autriche, interdit depuis 1933. Son mari, Max Langer, chirurgien militaire, et elle sont interdits d'exercice hospitalier en raison de leurs origines juives, et ils émigrent en Espagne, puis à Montevideo, en Uruguay. Elle s'installe en 1942 en Argentine et participe à la fondation de l'Association psychanalytique argentine en 1942, avec Enrique Pichon Rivière, Ángel Garma, Arnaldo Rascovsky, Celes Ernesto Cárcamo et Guillermo Ferrari Hardoy,. Dans ce cadre, elle anime un séminaire et assure des fonctions de didacticienne auprès des candidats psychanalystes. Elle dirige la clinique psychanalytique Enrique-Racker.  
Après avoir publié, en 1973, dans sa revue une lettre venue du Brésil dénonçant les agissements de l'aspirant-analyste Amilcar Lobo Moreira, elle est menacée de mort alors que la Triple A commençait ses attentats, et elle s'exile au Mexique, jusqu'en 1987, avant de revenir en Argentine lors de la transition démocratique.

## Travaux
Elle publie des recherches sur des questions liées à la féminité, à la spécificité de la psychanalyse, et surtout à la psychothérapie psychanalytique de groupe.

## Publications
- Maternidad y Sexo, 1951 (Procréation et sexualité. Étude psychanalytique et psychosomatique, avec une préface de Janine Puget, Paris, éditions Des femmes, 2008  (ISBN 2-721-00568-5))
- Fantasias eternas, 1957
- Ideología e Idealizacíon, 1959
- « Autobiografía » [lire en ligne] sur www.psicomundo.com